# Joe Chill
Joe Chill é um personagem fictício das histórias em quadrinhos lançadas pela DC Comics, comumente associado ao super-herói Batman. Criado por Bill Finger e Bob Kane, sua primeira aparição foi na Detective Comics #33 (novembro de 1939).

## Poderes e habilidades
Joe Chill é um humano comum e tem as perícias básicas de alguém escolado no crime..

## Aparições em outras mídias
- A primeira aparição de Joe Chill fora dos quadrinhos foi no episódio "The Fear" (O medo), na fase da série animada Superamigos conhecida como The Super Powers Team: Galactic Guardians. Joe aparecia como um flashback na mente de Batman, induzido por um dos transmissores do medo do Espantalho. É também a primeira vez que a origem de Batman é retratada na TV.
- No filme Batman, de 1989, Joe Chill foi substituído pelo Coringa no papel de assassino dos Wayne.
- Joe aparece no filme Batman Begins, em 2005.
- Joe aparece no filme Joker de 2019 como um dos palhaços na Cidade, mesmo sem ter o nome mencionado.